# آکچی، گیفو

آکچی، گیفو (به ژاپنی: 明智町, Akechi-chō)، یک شهرستان یا شهرک (فهرست شهرک‌ها در ژاپن) در استان گیفو در ژاپن بود.